# Ricordano Malispini
Ricordano Malispini est le plus ancien historien et chroniqueur de Florence, né au commencement du XIIIe siècle et mort vers 1281. Il est auteur d’une histoire de Florence depuis sa fondation jusqu’à 1281. Elle fut continuée par son neveu, Giachotto Malispini, jusqu’en 1286.

## Histoire
Ricordano Malispini probablement né à Florence vers 1282 d'une noble famille guelfe a écrit Historia antica dell' edificazione di Fiorenza jusqu'aux événements. Malispini compila son œuvre jusqu'en 1281 et elle fut poursuivie jusqu'en 1286 par son neveu Giacotto. Les événements relatés dans les 150 derniers chapitres correspondent, sous une forme plus concise, à ceux contenus dans la Nova Cronica de Giovanni Villani. Ce lien entre les deux textes est à l'origine d'un débat  qui a animé de nombreuses études. 
Cette histoire, dont la première partie est légendaire parle de l'histoire de Florence et dont certains chapitres sont intitulés Come in Firenze si cominciò battaglia cittadina tra gli Uberti e la signoria de' Consoli; Come gli ambasciadori fiorentini e pisani ebbero quistione in Roma; Come i Fiorentini andarono sopra a Pisa; Due usanze de' Fiorentini antichi in tempo di guerra, a été publiée à Florence en 1568 et 1598, sous le titre Historia antica dell' edificazione di Fiorenza.

### Éditions
- Historia antica di Ricordano Malespini gentil'huomo fiorentino. Dall'edificazione di Fiorenza per insino all'anno MCCLXXXI. Con l'aggiunta di Giachetto suo nipote dal detto anno per insino al 1286. Nouamente posta in luce. In Fiorenza, nella stamperia de i Giunti, 1568 (puis 1598).
- Istoria fiorentina. Coll'aggiunta di Giachetto Malespini e la Cronica di Giovanni Morelli. G. G. Tartini e S. Franchi, Florence, 1718.
- Storia fiorentina di Ricordano Malispini col seguito di Giacotto Malispini, dalla edificazione di Firenze sino all'anno 1286, ridotta a miglior lezione e con annotazioni illustrata da Vincenzio Follini. Presso Gaspero Ricci, Florence, 1816.
- Storia fiorentina di Ricordano Malispini dall'edificazione di Firenze fino al 1282. Seguitata poi da Giacotto Malispini fino al 1286, (rrelié en 2 ou 3 volumes) (Scelta biblioteca di storici italiani) dai torchi di Glauco Masi, Livourne, 1830.
- Istoria di Ricordano Malispini, gentiluomo fiorentino, dalla edificazione di Fiorenza per insino all'anno 1281; con l'aggiunta di Giachetto suo nipote dal detto anno per insino al 1286, riscontrata colle prime edizioni e pubblicata per cura di Crescentino Giannini, (Nuova Biblioteca economica d'opere classiche antiche e moderne; 1) presso Gaetano Romagnoli, Bologne, 1867.
- Storia fiorentina di Ricordano e Giacotto Malispini. Cronica Fiorentina: delle cose occorenti ne' tempi suoi di Dino Compagni; con prefazione e note, (Biblioteca classica economica; 37). Sonzogno, Milan, 1876.